# Немолоаса-Сат
Немолоаса-Сат (рум. Nămoloasa-Sat) — село у повіті Галац в Румунії. Входить до складу комуни Немолоаса.
Село розташоване на відстані 169 км на північний схід від Бухареста, 37 км на захід від Галаца.

## Населення
За даними перепису населення 2002 року у селі проживали 1282 особи, усі — румуни. Усі жителі села рідною мовою назвали румунську.